# بیمارستان پارتیزانی فرانجا

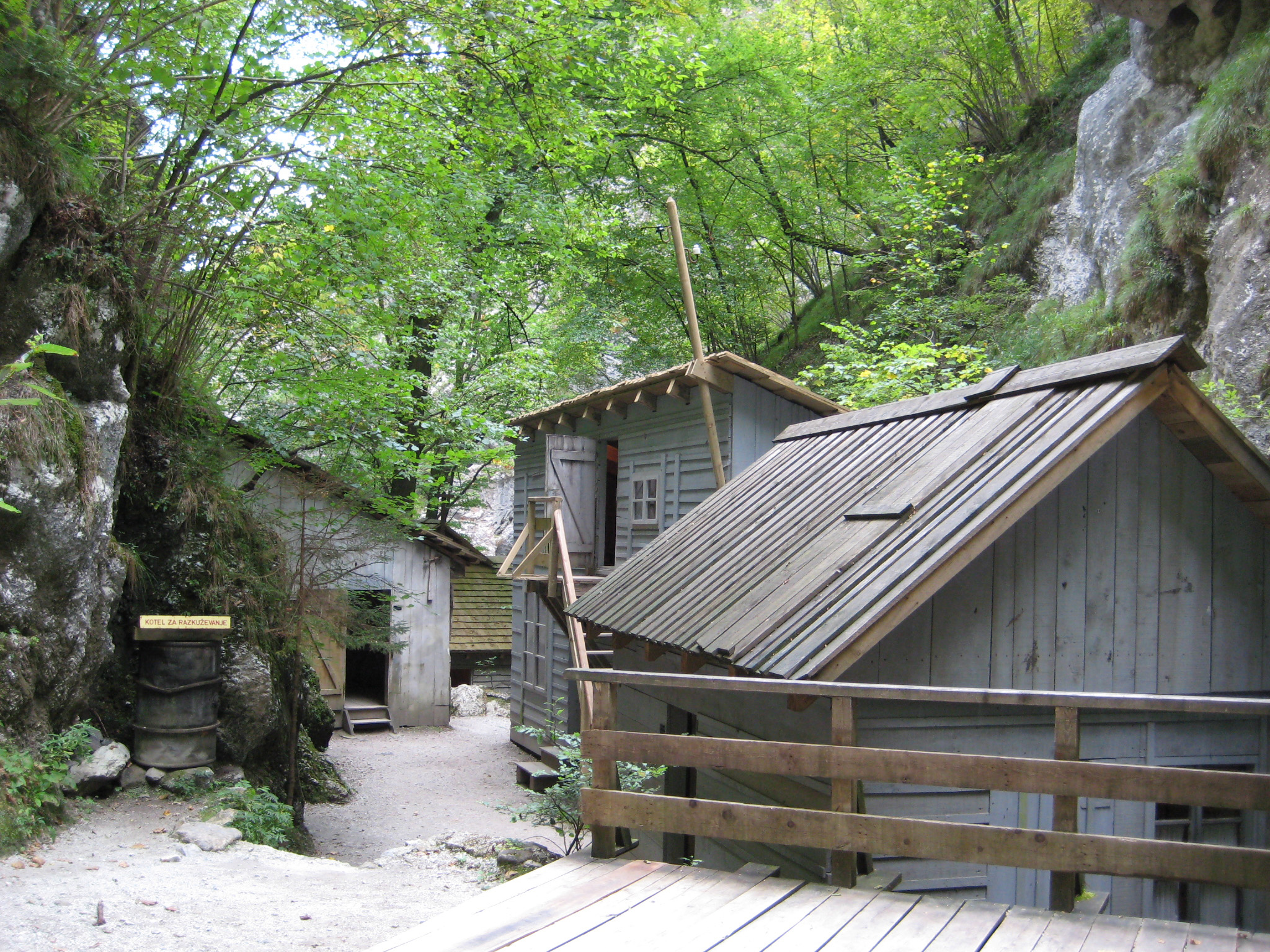
بیمارستان پارتیزانی فرانجا در ۱۵ سپتامبر ۲۰۰۷، سه روز قبل از تخریب نزدیک به آن در یک سیل

بیمارستان پارتیزانی فرانجا (اسلوونیایی: Partizanska bolnica Franja) یک بیمارستان مخفی جنگ جهانی دوم در دولنجی نوواکی نزدیک چرکینو در غرب اسلوونی بود. این بیمارستان توسط پارتیزان‌های اسلوونیایی از دسامبر ۱۹۴۳ تا پایان جنگ به عنوان بخشی از جنبش مقاومت سازمان یافته گسترده‌ای علیه نیروهای فاشیست ایتالیایی و نازی آلمانی اداره می‌شد.
مجروحانی که در آنجا درمان شدند شامل سربازانی از هر دو طرف متفقین و نیروهای محور بودند. اگرچه نیروهای ورماخت که سرزمین‌هایی را که توسط ایتالیا ضمیمه شده بودند اشغال کرده بودند، چندین بار تلاش کردند تا بیمارستان را پیدا کنند، اما هیچ‌گاه موفق به کشف آن نشدند. امروزه سایت بازسازی‌شده به عنوان موزه وجود دارد. این بیمارستان به عنوان یک اثر فرهنگی با اهمیت ملی حفاظت شده است.